# Дрого (замък)
Замъкът Дрого (на английски: Castle Drogo) е английско провинциално имение, построено по образец на средновековен замък, в близост до Дрюстейнтън, Девън, Англия. Построен е в периода 1911-1930 за Джулиъс Дрю (бизнесмен) по чертежите на архитекта Едуин Лачънс. Дрого е последният замък, издигнат в Англия, и най-вероятно последното частно имение изцяло от гранит.